# Harmothoe pagenstecheri
Harmothoe pagenstecheri är en ringmaskart som beskrevs av Wilhelm Michaelsen 1896. I den svenska databasen Dyntaxa används istället namnet Harmothoe impar. Harmothoe pagenstecheri ingår i släktet Harmothoe och familjen Polynoidae. Arten är reproducerande i Sverige. Inga underarter finns listade i Catalogue of Life.